# بلوار شهید باهنر (شیراز)
بلوار شهید باهنر بلواری در شیراز است که در شمال از سه‌راه پارک قوری آغاز شده و در نهایت به بزرگراه امام خمینی (کمربندی) می‌رسد. این بلوار در منطقه ۴ شهرداری شیراز واقع شده‌است.
در این بلوار تعداد زیادی مرکز تجاری و خرید، رستوران، فروشگاه، آموزشگاه، چندین مرکز درمانی و بسیاری مراکز دیگر وجود دارد. خط ۴ و خط ۶ متروی شیراز نیز هر یک دارای یک ایستگاه در این بلوار خواهند بود.

## مسیر
| از شمال به جنوب      | از شمال به جنوب                           | از شمال به جنوب |
| -------------------- | ----------------------------------------- | --------------- |
| سه‌راه پارک قوری      | بلوار استقلال (زرهی) بلوار پاسداران       |                 |
|                      | بلوار انتظامی                             |                 |
| زیرگذر شهید هاشم‌نژاد | بلوار امیرکبیر                            |                 |
|                      | خیابان فراز                               |                 |
| پل شهیدان غلامی      | بزرگراه رحمت                              |                 |
|                      | بلوار ترابری                              |                 |
| میدان پارسه          | بلوار پاسارگاد شرقی بلوار پاسارگاد غربی   |                 |
|                      | خیابان اخلاق                              |                 |
|                      | بلوار زاگرس غربی                          |                 |
|                      | بلوار زاگرس شرقی                          |                 |
| پل شهیدان یغمور      | بزرگراه امام خمینی (کمربندی) بلوار یاوران |                 |
| از جنوب به شمال      |                                           |                 |

## ترابری

### اتوبوسرانی
- خط ۴۶
- خط ۸۰
- خط ۱۴۶[۷]

### مترو
- خط ۴ (در حال ساخت)
- خط ۶ (در مرحله مطالعه)